# Istrate Dabija
Istrate Dabija, także Eustratie, Eustatie (zm. 1665) – hospodar Mołdawii w latach 1661–1665.

## Biografia
Pochodził z lokalnej rodziny mołdawskiej. Pełniwszy już wcześniej pewne funkcje państwowe, został hospodarem z nominacji Wysokiej Porty w 1661. W celu uzdrowienia sytuacji gospodarczej kraju wznowił bicie lokalnej monety, o bardzo małej jednak wartości. Brał udział w kampaniach Imperium Osmańskiego przeciwko Austrii w Siedmiogrodzie podczas wojny w latach 1663–1664.
Istrate Dabija pojawia się w poemacie rumuńskiego poety, Mihai Eminescu Umbra lui Istrate Dabija - Voievod (tzn. Cień hospodara Istrate Dabiji).